# Otero de Bodas
Otero de Bodas è un comune spagnolo di 250 abitanti situato nella comunità autonoma di Castiglia e León.